# Centina

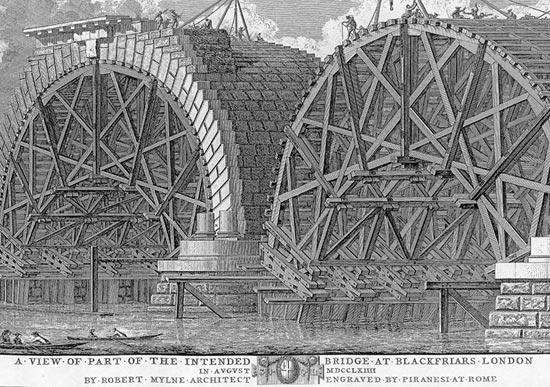
Centine del ponte di Blackfriars a Londra.

La cèntina è un'opera provvisionale che viene usata in architettura e in edilizia come "base d'appoggio" per disporre i conci di un arco o di una volta, qualora siano in mattoni, o per farne da cassaforma al getto, qualora siano in calcestruzzo. 

## Geometria descrittiva
Nella geometria descrittiva la centina di una superficie viene determinata, nella maggior parte dei casi, come una sezione retta di una copertura a volta.
La centina di una volta a botte con direttrice circolare, ad esempio, è costituita da archi di circonferenza giacenti su piani tra loro paralleli. La centina di una volta a cupola circolare, invece, può essere sia l'insieme di archi di circonferenza giacenti su un fascio di piani che ha in comune l'asse baricentrico zenitale di tale cupola, detti meridiani, sia gli archi di circonferenza giacenti su piani paralleli al piano equatoriale della cupola, detti paralleli.
Si tratta, in ogni caso, di curve generate dall'intersezione di piani con oggetti geometrici a superficie non euclidea.

## Edilizia
La centina è uno strumento estremamente antico nell'edilizia, il cui principale scopo è quello di sostenere un arco, prima che questo sia completato.
È evidente, infatti, che finché un arco non è completo non può lavorare e non può neppure sostenere se stesso: c'è quindi bisogno di una struttura temporanea che abbia la forma, in negativo, della volta o dell'arco che potrà essere rimossa solo al completamento dell'intero sesto dell'elemento strutturale.
A tutt'oggi la centina viene molto spesso ancora fatta in legno, perché può essere montata in opera, può essere rimossa a pezzi a opera compiuta, può essere "adattata" in caso di particolari esigenze di forma. Per edifici in cui vi sono molti archi o molte volte delle stesse dimensioni, può essere contemplata anche l'ipotesi di realizzare una centina in acciaio o in cemento armato.
Nell'antichità si realizzavano anche centine di terra, soprattutto quando si costruivano le sostruzioni di edifici complessi (come, p.e., il tempio di Giove Anxur a Terracina): si formavano grandi cumuli di terra che, in superficie, venivano regolarizzati con assi di legno o con della paglia, sulla cui superficie concava venivano allettati i conci della volta (per centine di terra si parla in genere di volte e non di archi) fino al completamento del sesto, e, in seguito, si rimuoveva la terra da sotto la volta.
Esistono anche centine che funzionano come cassaforma persa e che sono, in genere, in cemento armato prefabbricate o in acciaio. Genericamente, definire la centina una cassaforma è però un errore formale.

## Storia
La centina è uno strumento estremamente antico, che risale ai tempi in cui si cominciò ad utilizzare l'arco e la volta. Certamente prima dell'arco esistevano metodi più semplici per realizzare aperture nei muri, come l'architrave e il falso arco (due conci di pietra posti a "capanna" a contrasto fra loro), ma l'uso reiterato di archi a conci di mattoni o di pietra non può essere concepito senza l'uso della centina.
I primi esempi di archi furono descritti da Leonard Woolley nelle sue opere sugli scavi di Ur in Mesopotamia, nelle quali egli data al 1400 a.C. il primo esempio di arco fuori terra; si può quindi indurre che l'uso delle prime centine si collochi nel II millennio a.C. Archi si incontrano sporadicamente in altre civiltà, ma il primo impiego monumentale di strutture che richiedano l'uso di centine è dovuto alla civiltà etrusca.
I maggiori esperti nell'uso di questa struttura sono stati senz'altro i loro eredi romani. Tuttavia non abbiamo documenti che raffigurano centine, né ovviamente una centina è mai giunta intatta fino ai giorni nostri essendo di materiale deperibile. Nonostante ciò è chiaro che solo un uso frequentissimo delle centine può aver consentito la costruzione dei numerosi acquedotti o i celebri ponti, mentre le maggiori volte ancora visibili a Roma, come quelle di alcune terme, le basiliche, tra cui quella detta di Massenzio ai Fori Imperiali) e il Pantheon sono realizzate in calcestruzzo per il quale furono usate non semplici centine ma casseforme di struttura complessa per formare i lacunari.

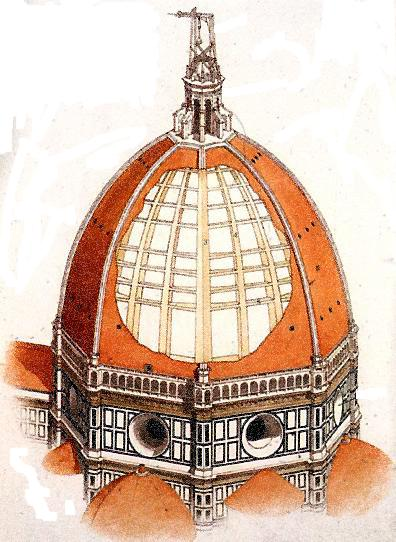
Sezione della cupola di Filippo Brunelleschi per la Cattedrale di Santa Maria del Fiore a Firenze.

Il mondo tardo-antico e medievale ancora utilizza in pieno questa tecnica costruttiva, che nei secoli non ha mai subito particolari modifiche o innovazioni.
Nell'era rinascimentale, però, ci si scontra con la necessità di disporre di travi lignee di dimensioni sempre più grandi; in particolare in Italia, le cui foreste, oltretutto sottoposte a secoli di sfruttamento intensivo, non potevano fornirne: è infatti a Firenze che si sperimenta un nuovo modo di costruire cupole, non più con un'unica centina dal piano d'imposta del tamburo fino alla sommità della cupola, ma costruendo una cupola che fosse in grado di reggersi da sola anche se non completa. Questo permise di realizzare la cupola della Cattedrale di Santa Maria del Fiore, la più grande cupola mai costruita in muratura, dovuta al genio di Filippo Brunelleschi, e di tutte le cupole dell'architettura rinascimentale e barocca.
Nell'era industriale, specialmente nell'Europa settentrionale, in cui si costruivano grandi edifici in muratura con archi e volte (come l'edificio della Borsa di Amsterdam), la tecnica della centina in legno è rimasta la più utilizzata, anche perché l'Europa settentrionale disponeva di vaste riserve di legno a basso prezzo, a differenza dell'Italia.

## Altri significati
Nelle costruzioni navali ed aeronautiche la centina è un elemento strutturale trasversale di una nave o un elemento strutturale dell'ala o della fusoliera di un aereo che determina la forma come appare dall'esterno. Le centine sono fra loro distanziate in senso longitudinale ed unite fra loro da longheroni.
In ambito logistico sugli autocarri la centina costruisce una struttura mobile che crea una gabbia sui lati e sul tetto del cassone, eventualmente coperto da un telone.
Nell'ambito delle cornici per quadri la centina è una superficie piana dorata complementare della cornice, su cui poggiano talvolta fregi intagliati, che serve ad incorniciare dipinti ottagonali, esagonali e ovali lasciando la struttura lineare esterna della cornice rettangolare o quadrata.